# Noetiphilus elongatus
Noetiphilus elongatus is een eenoogkreeftjessoort uit de familie van de Mytilicolidae. De wetenschappelijke naam van de soort is voor het eerst geldig gepubliceerd in 1947 door Pearse.